# Четыре классических романа
Четыре классических романа (кит. 四大名著, пиньинь sìdàmíngzhù, букв. «Четыре Великих Творения») — устойчивое наименование для четырёх наиболее знаменитых романов китайской литературной традиции:
- «Троецарствие» (XIV в.). Перевод на русский: В.А. Панасюк, 1954.
- «Речные заводи» (ок. XV в.). Перевод на русский (70-главная версия): А. П. Рогачёв, 1955.
- «Путешествие на Запад» (XVI в.). Перевод на русский: А. П. Рогачёв, В. С. Колоколов, 1959.
- «Сон в красном тереме» (XVIII в.). Перевод на русский: В. А. Панасюк, 1958.

До создания «Сна в красном тереме» четвёртым великим романом считались «Цветы сливы в золотой вазе» (1610). Перевод на русский:  Г. О. Монзелер, В. С. Манухин, изд. 1977.